# Step Back in Time
"Step Back in Time" é uma canção da artista musical australiana Kylie Minogue, gravada para seu terceiro álbum de estúdio Rhythm of Love (1990). Foi escrita e produzida por Stock, Aitken e Waterman.
Foi lançado em outubro de 1990 como segundo single antes do lançamento do terceiro álbum da cantora, Rhythm of Love. Originalmente, a canção "What Do I Have to Do" ia ser lançado como segundo single, mas a decisão foi mudada para "Step Back in Time". Esta música marca a primeira vez que Minogue levou sua música no gênero de disco. Na canção, Minogue dá sua crítica sobre a música moderna e desejos que a vida poderia ser semelhante à forma como foi na década de 1970.

## Vídeo musical
O vídeo da música "Step Back in Time" apresenta Minogue em um número exagerado de roupas estilo anos 1970 com bailarinos vestidos de forma semelhante. Em uma cena, Minogue é mostrada com um colete de penas verdes, calças pretas quentes, e óculos de sol enormes. Em outra cena Kylie está vestida com uma roupa de dança. O vídeo promove a imagem de Minogue viajando ao redor da cidade com os seus amigos vestidos com trajes dos anos 1970.

## Faixas e formatos
7" (PWL)
1. "Step Back in Time" (editado) - 3:03

2. "Step Back in Time" (Instrumental) - 3:30
12 "single (PWL)
1. "Step Back in Time" (Walkin 'Rhythm Mix) - 8:05

2. "Step Back in Time" (Instrumental Extended) - 4:59
Cassette (PWL)
1. "Step Back in Time" (editado) - 3:03)

2. "Step Back in Time" (Instrumental) - 3:30
CD single (PWL)
1. "Step Back in Time" (editado) - 3:03

2. "Step Back in Time" (Walkin 'Rhythm Mix) - 8:05

3. "Step Back in Time" (Instrumental) - 3:30
CD single australiano (MUSHROOM)
1. "Step Back in Time" (editado) - 3:03

2. "Step Back in Time" (Walkin 'Rhythm Mix) - 8:05

3. "Step Back in Time" (Instrumental) - 3:30
7" australiano (MUSHROOM)
1. "Step Back in Time" (editado) - 3:03

2. "Step Back in Time" (Instrumental) - 3:30
12" australiano (MUSHROOM)
1. "Step Back in Time" (Walkin 'Rhythm Mix) - 8:05

2. "Step Back in Time" (Editado) - 3:03

3. "Step Back in Time" (Instrumental Extended) - 4:59
Cassette 1 australiano (MUSHROOM)
1. "Step Back in Time" (editado) - 3:03

2. "Step Back in Time" (Instrumental) - 3:30
Cassette 2 australiano (MUSHROOM)
1. "Step Back in Time" (Walkin 'Rhythm Mix) - 8:05

2. "Step Back in Time" (editado) - 3:03

3. "Step Back in Time" (Instrumental) - 3:30

## Apresentações ao vivo
- Rhythm of Love Tour
- Let's Get to It Tour
- Intimate and Live Tour
- On a Night Like This Tour (como parte da Medley Hits)
- Showgirl: The Greatest Hits Tour (excertos do "Smiley Kylie Medley")
- Showgirl - The Homecoming Tour (excertos do "Everything Taboo Medley")
- KylieX2008

## Desempenho nas paradas musicais
| Parada musical (1990)             | Posição |
| --------------------------------- | ------- |
| Austrália AIRA Singles Chart      | 5       |
| Dutch Top 40                      | 36      |
| Eurochart Hot 100                 | 12      |
| França SNEP Singles Chart         | 23      |
| German Singles Chart              | 36      |
| Irish Singles Chart               | 4       |
| Nova Zelândia RIANZ Singles Chart | 21      |
| Swedish Singles Chart             | 19      |
| Swiss Singles Chart               | 29      |
| UK Singles Chart                  | 4       |